# Grand Prix automobile du Canada 1989
GP précédent GP suivant
Le Grand Prix automobile du Canada 1989 (Grand Prix Molson du Canada), disputé sur le circuit Gilles-Villeneuve de Montréal le 18 juin 1989, est la 474e épreuve de l'histoire du championnat du monde de Formule 1 courue depuis 1950 et la sixième manche du championnat 1989.

## Course

### Classement de la course
| Pos. | No | Pilote                | Écurie                | Tours | Temps/Abandon                      | Grille | Points |
| ---- | -- | --------------------- | --------------------- | ----- | ---------------------------------- | ------ | ------ |
| 1    | 5  | Thierry Boutsen       | Williams-Renault      | 69    | 2 h 01 min 24 s 073 (149,707 km/h) | 6      | 9      |
| 2    | 6  | Riccardo Patrese      | Williams-Renault      | 69    | + 30 s 007                         | 3      | 6      |
| 3    | 22 | Andrea De Cesaris     | Dallara-Ford          | 69    | + 1 min 36 s 649                   | 9      | 4      |
| 4    | 11 | Nelson Piquet         | Lotus-Judd            | 69    | + 1 min 41 s 484                   | 19     | 3      |
| 5    | 25 | René Arnoux           | Ligier-Ford           | 68    | + 1 tour                           | 22     | 2      |
| 6    | 21 | Alex Caffi            | Dallara-Ford          | 67    | + 2 tours                          | 8      | 1      |
| 7    | 1  | Ayrton Senna          | McLaren-Honda         | 66    | Moteur                             | 2      |        |
| 8    | 38 | Christian Danner      | Rial-Ford             | 66    | + 3 tours                          | 23     |        |
| Abd. | 31 | Roberto Moreno        | Coloni-Ford           | 57    | Transmission                       | 26     |        |
| Abd. | 9  | Derek Warwick         | Arrows-Ford           | 40    | Moteur                             | 12     |        |
| Abd. | 3  | Jonathan Palmer       | Tyrrell-Ford          | 35    | Accident                           | 14     |        |
| Abd. | 17 | Nicola Larini         | Osella-Ford           | 33    | Moteur                             | 15     |        |
| Abd. | 16 | Ivan Capelli          | March-Judd            | 28    | Accident                           | 21     |        |
| Abd. | 30 | Philippe Alliot       | Larrousse-Lamborghini | 26    | Accident                           | 10     |        |
| Dsq. | 36 | Stefan Johansson      | Onyx-Ford             | 13    | Disqualifié                        | 18     |        |
| Abd. | 15 | Mauricio Gugelmin     | March-Judd            | 11    | Panne électrique                   | 17     |        |
| Abd. | 24 | Luis Pérez-Sala       | Minardi-Ford          | 11    | Accident                           | 24     |        |
| Abd. | 28 | Gerhard Berger        | Ferrari               | 6     | Boîte de vitesses                  | 4      |        |
| Abd. | 40 | Gabriele Tarquini     | AGS-Ford              | 6     | Accident                           | 25     |        |
| Abd. | 10 | Eddie Cheever         | Arrows-Ford           | 3     | Allumage                           | 16     |        |
| Abd. | 2  | Alain Prost           | McLaren-Honda         | 2     | Suspension                         | 1      |        |
| Abd. | 4  | Michele Alboreto      | Tyrrell-Ford          | 0     | Allumage                           | 20     |        |
| Abd. | 8  | Stefano Modena        | Brabham-Judd          | 0     | Collision                          | 7      |        |
| Abd. | 23 | Pierluigi Martini     | Minardi-Ford          | 0     | Collision                          | 11     |        |
| Dsq. | 27 | Nigel Mansell         | Ferrari               | 0     | Disqualifié                        | 5      |        |
| Dsq. | 19 | Alessandro Nannini    | Benetton-Ford         | 0     | Disqualifié                        | 13     |        |
| Nq.  | 12 | Satoru Nakajima       | Lotus-Judd            |       | Non qualifié                       |        |        |
| Nq.  | 29 | Yannick Dalmas        | Larrousse-Lamborghini |       | Non qualifié                       |        |        |
| Nq.  | 20 | Johnny Herbert        | Benetton-Ford         |       | Non qualifié                       |        |        |
| Nq.  | 26 | Olivier Grouillard    | Ligier-Ford           |       | Non qualifié                       |        |        |
| Npq. | 7  | Martin Brundle        | Brabham-Judd          |       | Non préqualifié                    |        |        |
| Npq. | 37 | Bertrand Gachot       | Onyx-Ford             |       | Non préqualifié                    |        |        |
| Npq. | 33 | Gregor Foitek         | Eurobrun-Judd         |       | Non préqualifié                    |        |        |
| Npq. | 18 | Piercarlo Ghinzani    | Osella-Ford           |       | Non préqualifié                    |        |        |
| Npq. | 34 | Bernd Schneider       | Zakspeed-Yamaha       |       | Non préqualifié                    |        |        |
| Npq. | 41 | Joachim Winkelhock    | AGS-Ford              |       | Non préqualifié                    |        |        |
| Npq. | 39 | Volker Weidler        | Rial-Ford             |       | Non préqualifié                    |        |        |
| Npq. | 35 | Aguri Suzuki          | Zakspeed-Yamaha       |       | Non préqualifié                    |        |        |
| Npq. | 32 | Pierre-Henri Raphanel | Coloni-Ford           |       | Non préqualifié                    |        |        |

### Pole position et record du tour
- Pole position :  Alain Prost (McLaren-Honda) en 1 min 20 s 973 (vitesse moyenne : 195,176 km/h)[2].
- Meilleur tour en course :  Jonathan Palmer (Tyrrell-Ford) en 1 min 31 s 925 au 11e tour (vitesse moyenne : 171,923 km/h)[3].

### Tours en tête
- Alain Prost (McLaren-Honda) : 1 tour (1) ;
- Ayrton Senna (McLaren-Honda) : 30 tours (2-3 / 39-66) ;
- Riccardo Patrese (Williams-Renault) : 31 tours (4-34) ;
- Derek Warwick (Arrows-Ford) : 4 tours (35-38) ;
- Thierry Boutsen (Williams-Renault) : 3 tours (67-69)[4].

## Statistiques
- 1re victoire pour Thierry Boutsen.
- 41e victoire pour Williams en tant que constructeur.
- 21e victoire pour Renault en tant que motoriste.
- 1er podium pour l'écurie Scuderia Italia.
- Dernière qualification en Grand Prix pour l'écurie Rial.
- Nigel Mansell et Alessandro Nannini sont éliminés pour être partis du couloir des stands avant que la course n'ait commencé.
- Stefan Johansson a été éliminé car un flexible s'est fixé à sa voiture pendant un arrêt au stand : il a ignoré le drapeau l'obligeant à retourner aux stands et a été éliminé en conséquence.
- Unique record du tour pour Jonathan Palmer.